# Пунит Раджкумар
Лохит Раджкумар (на английски: Lohith Rajkumar), по-известен като Пунит Раджкумар е индийски киноактьор и певец.

## Биография
Роден е на 17 март 1975 г. в Ченай в семейството на актьора Раджкумар и жена му Парвартама. Той е най-малкият от 5-те деца в семейството. Неговите братя Рагхавендра и Шива също се появяват във филми.
През 1999 г. се жени за Асвини Ревантх (след запознанство чрез общ приятел). Имат дъщери Дрити и Вандита.
Режисьорът В. Сомашекар първо води Лохит на екраните, когато е бил на 6 месеца във филма „Premada Kanike“, в който баща му играе.
През 2002 г. е неговият дебют за възрастни във филма „Апу“.

## Избрана филмография
| Година | Филм           | Роля                |
| ------ | -------------- | ------------------- |
| 2002   | Appu           | Апу                 |
| 2003   | Abhi           | Абхи                |
| 2007   | Milana         | Акаш                |
| 2010   | Jackie         | Джанакирама „Джаки“ |
| 2012   | Anna Bond      | Бонд Рави           |
| 2014   | Ninnindale     | Вики Вентакеш       |
| 2015   | Rana Vikrama   | Викрам Кумар        |
| 2016   | Doddmane Hudga | Сурия               |
| 2017   | „Raajakumara“  | Сидхарт             |